# شورای جهانی بوکس
شورای جهانی بوکس (به انگلیسی: World Boxing Council) یکی از چهار سازمان اصلی مسابقات بوکس قهرمانی جهان در کنار فدراسیون بین‌المللی بوکس (IBF)، اتحادیه جهانی بوکس(WBA) و سازمان جهانی بوکس (WBO) است. این سازمان به دلیل بسیاری از وقایع تاریخی برجسته سازمان یافته و مبارزان افسانه‌ای که به عنوان قهرمانان جهانی شناخته شده‌اند، هنوز یکی از چهار سازمان اصلی ورزش بوکس است. هر چند هر چهار سازمان، مشروعیت یکدیگر را تشخیص می دهند، هر کدام دارای تاریخچه‌های متقاطع چند دهه‌ای اند.

## تاریخچه
این سازمان در ابتدا توسط ۱۱ کشور تأسیس شد. ایالات متحده آمریکا، پورتوریکو، آرژانتین، بریتانیا، فرانسه، مکزیک، فیلیپین، پاناما، شیلی، پرو، ونزوئلا و برزیل. نمایندگان کشورها در مکزیکو سیتی در ۱۴ فوریه ۱۹۶۳ با دعوت آدولفو لوپز ماتوس، رئیس‌جمهور مکزیک، برای تبدیل یک سازمان جهانی به تشکیل اتحادیه‌های جهانی برای کنترل گسترش بوکس ملاقات کردند.

این سازمان امروزه ۱۶۱ کشور عضو دارد.

## قهرمانی
کمربند قهرمانی سبز شورای جهانی بوکس (به اختصار: WBC) پرچم تمام ۱۶۱ کشور عضو سازمان را نشان می‌دهد. تمامی کمربندهای جهانی شورای جهانی بوکس (WBC) بدون در نظر گرفتن وزن یکسان هستند؛ با این حال، تغییرات کوچکی در طراحی برای عنوان‌های منطقه‌ای در یک کلاس وزن مشابه وجود دارد.

شورای جهانی بوکس دارای نه نهاد منطقه‌ای وابسته به آن، مانند فدراسیون بوکس شمالی آمریکای شمالی (NABF)، فدراسیون بوکس شرقی و اقیانوس آرام (OPBF)، اتحادیه بوکس اروپا (EBU) و شورای بوکس آفریقا(ABC) است.

از جمله کسانی که به وسیله شورای جهانی بوکس به عنوان قهرمانان جهان شناخته شده بودند:
- راکی مارسیانو
- فلوید می‌ودر
- روی جونز جونیور.
- محمد علی کلی
- جو فریزیر
- شوگار ری لئونارد
- مایک تایسون
- لنوکس لوئیس
- ویتالی کلیچکو
- مانی پاکیائو
- تونی بلو